# Трусина (Невесиње)
Трусина је насељено мјесто у општини Невесиње, Република Српска, БиХ. Према попису становништва из 1991. у насељу је живјело 106 становника.

## Историја
У августу 1925. подигнут је споменик краљу Петру.

## Становништво
| Националност       | 1991. | 1981. | 1971. | 1961. |
| Срби               | 106   | 165   | 275   | 327   |
| Југословени        |       | 1     |       |       |
| Македонци          |       | 1     |       |       |
| Хрвати             |       |       |       | 1     |
| остали и непознато |       |       | 5     |       |
| Укупно             | 106   | 167   | 280   | 328   |

| Демографија | Демографија | Демографија |
| Година      | Становника  | Становника  |
| ----------- | ----------- | ----------- |
| 1961.       | 328         |             |
| 1971.       | 280         |             |
| 1981.       | 167         |             |
| 1991.       | 106         |             |

## Знамените личности
- Јово Голијанин (Трусина 23. септембар 1849 — Дубровник, 14. јуни 1935), српски народни посланик, трговац и добротвор
- Продан Рупар, Вођа устанка у Херцеговини — Невесињска пушка 1874